# Фумоне
Фумо̀не (на италиански: Fumone) е село и община в Централна Италия, провинция Фрозиноне, регион Лацио. Разположено е на 783 m надморска височина. Населението на общината е 2138 души (към 2010 г.).